# Lestodiplosis moricolata
Lestodiplosis moricolata is een muggensoort uit de familie van de galmuggen (Cecidomyiidae). De wetenschappelijke naam van de soort is voor het eerst geldig gepubliceerd in 2004 door Gagne.